# Natalinci
Natalinci (cyr. Наталинци) – wieś w Serbii, w okręgu szumadijskim, w gminie Topola. W 2011 roku liczyła 655 mieszkańców.